# Modernisierungstheorie
Eine Modernisierungstheorie ist eine Theorie, die Prozesse der Modernisierung und Ursachen für die Moderne erklärt. Der Begriff bezieht sich auf eine Gruppe von Entwicklungstheorien aus unterschiedlichen wissenschaftlichen Disziplinen.

## Annahmen und Argumentationen
Das Grundinteresse der Modernisierungstheorie konzentriert sich auf die Frage, wie es zu den einschneidenden Veränderungen der „Moderne“ in den westlichen Gesellschaften im 18. und 19. Jahrhundert kommt. Sie geht davon aus, dass die Ursachen für die Moderne nicht extern (also etwa durch Bodenschätze), sondern endogen bedingt sind. Zudem geht sie davon aus, dass die Faktoren miteinander zusammenhängen und sich gegenseitig bedingen. Modernisierungstheorien schöpfen dabei aus einer Reihe von wirtschaftswissenschaftlichen, sozialwissenschaftlichen und geschichtswissenschaftlichen Disziplinen. Grundzüge der Modernisierungstheorie finden sich bereits bei Alexis de Tocqueville (1835/40), Emil Durkheim und Max Weber. Schon Max Weber sah wie heutige Vertreter der Theorie die Entwicklungen der Moderne nicht nur positiv. Auch Reinhart Kosellecks Konzept der Sattelzeit zeigt eine große Nähe zu modernisierungstheoretischen Annahmen.
Insbesondere folgende Theoreme führt die Modernisierungstheorie aus, um den Wandel in der Moderne zu erklären:
- Differenzierungstheorem: Verschiedene gesellschaftliche Bereiche – wie das Recht, die Politik, die Wirtschaft oder die Religion – lösen sich voneinander und folgen einer je eigenen Logik. Dadurch werden die einzelnen Teilbereiche effektiver, und Spannungen – z. B. zwischen Religion und Recht – können friedlich gelöst werden. Anders als in traditionalen Gesellschaften, wo beispielsweise die Religion alles dominiert, müssen in differenzierten Gesellschaften die verschiedenen Bereiche berücksichtigt und miteinander abgewogen werden.[4]

- Mobilisierungstheorem: Gesellschaftliche Entwicklung setzt die Mobilisierung von Legitimität, von sozialen Gruppen (soziale Aufstiegsmöglichkeit), aber auch von Ressourcen voraus (Kapital, Kaufkraft, Naturschätze, Technik). Technische, organisatorische oder kulturelle Innovationen sind für diese Entwicklung entscheidend. Sie tragen zur Industrialisierung bei. Diese wiederum führt zu einem allgemeinen Wohlstandsanstieg, der Bildung, Hygiene, hochentwickelte Institutionen wie Universitäten, Gesundheitsfürsorge oder Sozialsysteme ermöglicht. Durch die soziale Mobilisierung, die unter anderem durch die Urbanisierung hervorgerufen wird, fallen Standesgrenzen; das Ideal der Gleichheit wird immer wichtiger.[5]

- Partizipationstheorem: Je höher der Differenzierungsgrad einer Gesellschaft, desto mehr werden Vermittlungsmechanismen zwischen den einzelnen Teilen der Gesellschaft erforderlich. Die größere Bildung der Bürger, vor allem aber auch ihr staatstragender Wohlstand, der an Bedeutung gewinnende Gleichheitsgrundsatz und die Infragestellung traditionaler Legitimierung (z. B. durch Herkunft) erfordert ein höheres Beteiligungsniveau aller bei der Legitimierung zentraler Entscheidungen. Der Wohlstandsanstieg durch die Industrialisierung ermöglicht es, dass Bürger sich für eine Partizipation qualifizieren können. Ihre materielle Beteiligung am Staatsgeschehen (durch Steuern) bestärkt ihr Mitbestimmungsrecht. Die höhere und ausgeweitete Partizipation aber ermöglicht, dass Interessenkonflikte reduziert werden. Das ermöglicht einen friedlichen Ausbau der Wirtschaft, der demokratischen Institutionen wie der Schule oder der Hospitäler etc.[6]

- Säkularisierungstheorem: Indem durch die Differenzierung andere Bereiche gegenüber der Religion an Bedeutung gewinnen, relativiert sich der Einfluss der Religion.[7]

- Theorem der Konfliktinstitutionalisierung: Strukturell bedingte Interessenkonflikte werden durch die Institutionalisierung der Austragungsformen in ihrem gesamtgesellschaftlichen Störwert reduziert.

Modernisierung durchläuft dabei verschiedene konkrete Phasen der Entwicklung, die jeweils Vorbedingungen für die weitere Entwicklung schaffen und aufeinander aufbauen. So stellt z. B. die Urbanisierung die für die Industrialisierung nötigen Arbeitskräfte in städtischen Zentren bereit. Durch den aus der Industrialisierung folgenden Anstieg des Wohlstandes nimmt das Bildungsniveau zu, während die Ungleichheit abnimmt.
Ronald Inglehart macht im Kern von Modernisierungsprozessen einen Wertewandel von materialistischen zu postmaterialistischen Werten aus, der durch sozioökonomischen Fortschritt bedingt ist. Diese postmaterialistischen Werte oder auch Selbstentfaltungswerte umfassen die Emanzipation von Autoritäten und das Streben nach Selbstverwirklichung, Freiheit, Lebensqualität und Partizipation. Durch die zunehmende Ausprägung von Selbstentfaltungswerten kann der universelle menschliche Wunsch nach Autonomie erfüllt werden, sodass sich der Wertewandel als eine Entwicklung hin zu einer humanistischeren Gesellschaft beschreiben lässt. Selbstentfaltungswerte, die nach Inglehart essentiell für die Effektivität einer Demokratie sind, manifestieren sich zudem in demokratischen Institutionen und fördern die Demokratisierung einer Gesellschaft. Jedoch haben demokratische Institutionen keinen bedeutenden Einfluss auf die Selbstentfaltungswerte, sodass einer effektiven Demokratisierung laut Ronald Inglehart und Christian Welzel vielmehr ein durch Modernisierung bedingter Wertewandel als formale demokratische Institutionen vorausgehen sollte.
Die in diesen Annahmen implizit oder explizit enthaltenen Prognosen über künftige Modernisierungen in Entwicklungsländern gelten heute als gescheitert. Daher wurde ausgangs des 20. Jahrhunderts in der (deutschen) Soziologie besonders von Ulrich Beck das Schlagwort von der reflexiven Modernisierung ins Spiel gebracht. Die Zweite Moderne hat demnach nicht mehr die traditionale Gesellschaft zur Basis und zum Gegenspieler, sondern die herausgebildete moderne Gesellschaft selbst übernimmt diese Funktionen, insofern sie zum Beispiel mit Umweltzerstörung und Prekarisierung unerwünschte Nebenfolgen produziert, die in einem reflexiv-modernisierenden Prozess behoben werden müssen. Reflexive Modernisierung wird als ein grundsätzlich offener Prozess gedacht, der nicht unilinear in Richtung eines Fortschritts abläuft, sondern durchaus auch widersprüchlich sein und sogar rückwärts verlaufen kann.

## Kritik
Da die Modernisierungstheorie von einem grundsätzlichen Wandel der westlichen Gesellschaften bis zum 19. Jahrhundert ausgeht, betont sie den Gegensatz zwischen „moderner“ (mit den Attributen dynamisch – rational – städtisch) und „traditioneller“ (mit den Attributen statisch – irrational/fatalistisch – agrarisch) Welt.
Alte Ausformungen der Modernisierungstheorie aus den 1950er und 1960er Jahren begriffen Entwicklung als unumkehrbaren und zielgerichteten Wachstumsprozess und standen damit im Gegensatz zu zyklischen Vorstellungen der geschichtlichen Entwicklung. Dazu werden evolutionäre Universalien aufgelistet, die für jegliche Entwicklung von Gesellschaft charakteristisch sein sollen (Talcott Parsons). Seit einigen Jahrzehnten jedoch weisen Vertreter der Modernisierungstheorie den Vorwurf des Determinismus und der Teleologie zurück.
Viele der Kritikpunkte gegenüber der Modernisierungstheorie richten sich also an die ältere Forschung:
- „Tradition“ und „Moderne“ seien in vielen Ansätzen idealtypische Konstruktionen, die nicht der Wirklichkeit entsprächen. Weder die traditionellen noch die modernen Gesellschaften entsprächen einem dieser Idealtypen, sondern stellten unterschiedliche Kombinationen traditioneller und moderner Elemente dar. Es herrschten große Unterschiede zwischen den Entwicklungsländern, „die“ Dritte Welt habe es nie gegeben. Diese Heterogenität erfordere unterschiedliche Entwicklungsstrategien für die einzelnen Länder.
- Normative Kritik: Dieser Ansatz kritisiert die Modernisierungstheorie im Hinblick darauf, ob die beschriebenen Prozesse moralisch zu verurteilen seien. So bemängeln die Kritiker, dass Modernisierungstheoretiker Traditionen als Hindernisse für den take-off des ökonomischen Wachstums sähen, obwohl Modernisierung radikale Veränderungen der „traditionellen“ Gesellschaften mit sich brächten.[17]
- Auch die Vorstellung der Interdependenz der Subprozesse der Modernisierung hat einen idealtypischen Charakter.
- Die Vorstellung von Modernisierung als unausweichlichen, unumkehrbaren, gleichartig ablaufenden und progressiven Prozess sei eine Naturalisierung des sozialen Wandels, die auf der Metapher der Entwicklung beruhe. Dieser „soziale“ Evolutionismus gehe der biologischen Evolutionstheorie voraus[18] (siehe auch: Vergleich der soziokulturellen Evolutionsmodelle). Dass wirtschaftlicher und gesellschaftlicher Fortschritt sich aber nicht synchron und schon gar nicht zwangsläufig linear entwickeln, zeigten die vielen Modernisierungsdiktaturen und irrationale Reaktionen auf das Scheitern der Entwicklung  (vgl. den zunehmenden Fundamentalismus in den arabischen Staaten).[19] Der Vorstellung von Modernisierung als nachholender Entwicklung (gegenüber den Vorreiterstaaten wie z. B. den USA) stehe die Erfahrung gegenüber, dass Geschichte sich nicht wiederholt. Die Situation der Entwicklungsländer sei eine ganz andere als die der europäischen Staaten des 18. und 19. Jahrhunderts. Überdies vergrößere sich der Abstand zwischen den reichsten und den ärmsten Ländern immer mehr. Ein „Einholen“ sei schon aus ökologischen Gründen nicht möglich, da der Ressourcenverbrauch pro Kopf der reichsten Länder nicht verallgemeinerbar sei.
- Ein weiterer Aspekt sei die Fokussierung auf die USA oder die westlichen Industrieländer als Vorbild und Ziel, welches es zu erreichen gilt. Dieser „Eurozentrismus“ lasse keine anderen Wege zu, und im Kontext der politischen Gegebenheiten zu dieser Zeit (Kalter Krieg) wurde so das westliche System für die Entwicklungsländer als einzig anzustrebendes System vorgestellt. Analog wurde von den „sozialistischen“ Ländern ihr Entwicklungsmodell als allgemein verbindlich propagiert.
- Methodisch wird der Theorie vorgeworfen, sie setze zu stark auf Strukturen. Aktuelle Ausformungen der Modernisierungstheorie haben diese Kritik aufgegriffen und schauen auch auf die Akteure.[20] Es würde ohne Einbezug der Akteure ein elementarer Mangel an Demokratie entstehen. Ein Beispiel hierfür seien Modernisierungspläne der Weltbank, die Entscheidungen auf Regierungsebene anbahnen ohne Konsultation der betroffenen Bevölkerungen vorzunehmen. Die Modernisierung würde daher zumeist als Angriff auf die Lebensweise erlebt – allerdings kommt es in Teilen der Bevölkerung auch zur Identifikation mit den modernisierenden Kräften.[21] Die Modernisierungstheorien rechtfertige ein undemokratisches Vorgehen aufgrund eines blue print, da sie von der vermeintlichen Überlegenheit des Wissens der Experten ausgehe.[22]

## Bekannte Vertreter
Beiträge zum Feld der Modernisierungstheorien kommen u. a. von folgenden Vertretern:
- Johannes Berger
- Peter Flora
- Ernest Gellner
- Samuel P. Huntington
- Reinhart Koselleck
- Seymour Martin Lipset
- William Arthur Lewis
- David McClelland
- Ronald Inglehart
- Talcott Parsons
- Detlef Pollack
- Walt Whitman Rostow
- Wolfgang Zapf